# Variaciones y fuga sobre un tema de Mozart
Las variaciones y la fuga en un tema de Mozart, Op. 132, es un conjunto de variaciones para orquesta compuesto en 1914 por Max Reger; el compositor dirigió el estreno en Berlín el 5 de febrero de 1915. Más tarde produjo una versión para dos pianos, Op. 132a.

## Descripción
La segunda parte aparece de nuevo en el oboe y el clarinete soportados por cuerdas altas, y luego se repite nuevamente por la sección de cuerdas. Ocho variaciones siguen; luego la fuga, en la que el sujeto aparece primero en los primeros violines antes de ser contestado después de 8 compases por los segundos violines. La pieza concluye con una declaración final y contundente del tema por las trompetas.

### Movimientos
El trabajo, que dura alrededor de 33 minutos, consiste en los siguientes movimientos:
1. Tema. Andante grazioso
2. Variación 1. L'istesso tempo, quasi un poco più lento
3. Variación 2. Poco agitato
4. Variación 3. Con moto
5. Variación 4. Vivace
6. Variación 5. Quasi presto
7. Variación 6. Sostenuto (quasi adagietto)
8. Variación 7. Andante grazioso
9. Variación 8. Molto sostenuto
10. Fuga. Allegretto grazioso

Fue realizado con flautín, 2 flautas, 2 oboes, 2 clarinetes, 2 cuernos, 4 trompas, 2 trompetas, timbales, arpa y sección de cuerdas.

## Reacción crítica
Sigue siendo el trabajo orquestal más popular y más grabado del compositor, aunque en las últimas décadas ha desaparecido de gran parte de la sala de conciertos. Se tiene antecedentes obvios en Variaciones sobre un tema de Haydn de Johannes Brahms tanto en términos del tema de la inspiración (both draw from a simple melodic phrase) y la posterior estilo de variación. Muchos críticos, sin embargo, se han mantenido tibios con la pieza, tratándola como poco más que pastiche Brahmsiano (por Johannes Brahms).